# Emanuele Bergamo
Pour les articles homonymes, voir Bergamo.
Emanuele Bergamo né le 12 août 1949 à Ponte di Piave, dans la province de Trévise, en Vénétie, est un coureur cycliste italien, professionnel de 1972 à 1976. Son frère Marcello Bergamo a également été coureur processionnel.

## Palmarès

### Palmarès amateur
- 1968
  - 3e du Trophée Raffaele Marcoli
- 1969
  - Milan-Rapallo
  - Trofeo Martiri Trentini
  - 2e du championnat d'Italie sur route amateurs
  - 5e du championnat du monde sur route amateurs
- 1970
  - Gran Premio Somma
- 1971
  - Coppa Pietro Linari

### Palmarès professionnel
- 1972
  - 1re étape du Tour de Romandie
  - 3e du Trophée Matteotti
- 1973
  - Prologue du Tour de Suisse (contre-la-montre par équipes)
  - 3e du Gran Premio Industria di Belmonte-Piceno
- 1974
  - Prologue du Tour du Levant (contre-la-montre par équipes)

## Résultats sur les grands tours

### Tour de France
1 participation
- 1975 : abandon (4e étape)

### Tour d'Italie
2 participations
- 1973 : 63e
- 1974 : 48e